# L'Isle-en-Dodon
L'Isle-en-Dodon is een gemeente in het Franse departement Haute-Garonne (regio Occitanie). De plaats maakt deel uit van het arrondissement Saint-Gaudens. L'Isle-en-Dodon telde op 1 januari 2022 1.622 inwoners.

## Geografie
De oppervlakte van L'Isle-en-Dodon bedroeg op 1 januari 2022 22,58 vierkante kilometer; de bevolkingsdichtheid was toen 71,8 inwoners per km².

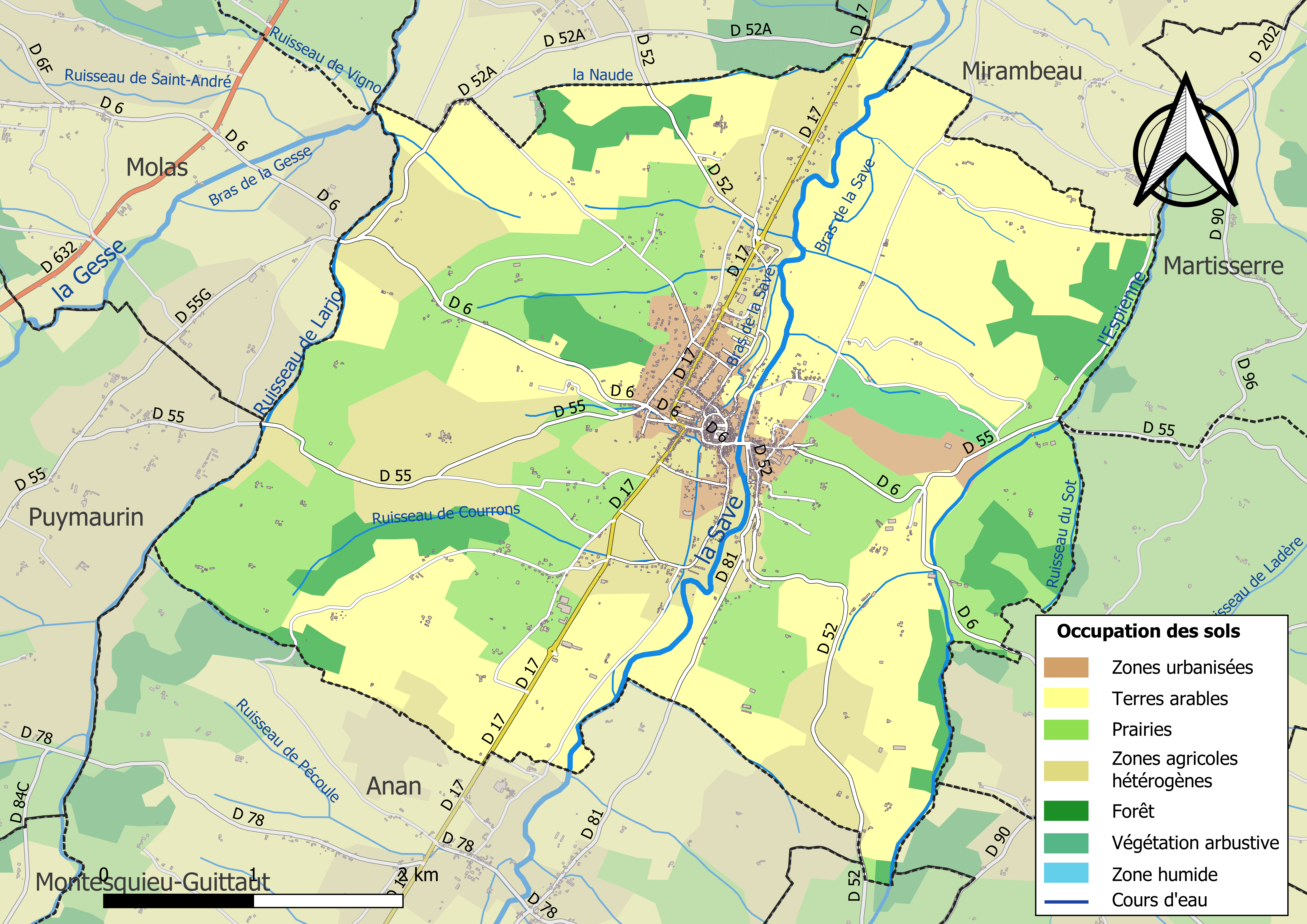
Kaart van de gemeente met belangrijkste infrastructuur, bodemgebruik en omliggende gemeenten

## Demografie
Onderstaande figuur toont het verloop van het inwonertal (bron: INSEE-tellingen).